# Orquestra Filharmònica de Los Angeles
La formació Orquestra Filharmònica de Los Angeles (Los Angeles Philharmonic, LA Phil, LAP, o LAPO) és una orquestra estatunidenca de Los Angeles, Califòrnia, Estats Units. Manté una temporada regular de concerts d'octubre a juny a la Sala de Concerts Walt Disney, i una temporada d'estiu al Hollywood Bowl de juliol a setembre. Gustavo Dudamel és l'actual director musical, i Esa-Pekka Salonen és l'actual director honorífic. Deborah Borda és actualment la President i CEO de la formació.
Des de l'obertura de la Sala de Concerts Walt Disney, el 23 d'octubre de 2003, la Orquestra Filharmònica de Los ha presentat 57 estrenes mundials, 1 estrena nord-americana, 26 estrenes dels EUA i ha encarregat o co-encarregat 63 noves obres.

## Història

### 1919–1933: Fundació de la Filharmònica
L'orquestra va ser fundada i finançada personalment en 1919 per William Andrews Clark Jr, un empresari del coure, entusiasta de l'art, i a estones violinista. Va demanar a Serguei Rakhmàninov que fos el primer director de la Filharmònica, però Rakhmàninov acabava de traslladar-se a Nova York i es va estimar més no canviar un altre cop de ciutat. Clark llavors va contractar com a director musical Walter Henry Rothwell, un antic ajudant de Gustav Mahler, i va contractar diversos músics d'orquestres principals de la Costa Est i altres de la competència local, i poc després desapareguda, la Simfònica de Los Angeles. L'orquestra va tocar el seu primer concert en públic el mateix any a l'Auditori Trinidad, onze dies després del seu primer assaig. Clark mateix seuria i tocaria algunes vegades a la secció dels segons violins de l'orquestra.
Després de la mort de Rothwell, entre els següents directors musicals a la dècada del 1920s trobem a Georg Schnéevoigt i a l'Artur Rodziński.

### 1933–1950: Harvey Mudd rescata l'orquestra
Otto Klemperer esdevindria director musical el 1933. Ell formava part del gran grup d'emigrants alemanys que havien fugit de l'Alemanya Nazi. Va dirigir moltes estrenes de la LA Phil, i va dirigir amb l'orquestra primeres audicions d'importants obres noves d'Ígor Stravinski i Arnold Schönberg. L'orquestra va respondre bé al seu lideratge, però Klemperer va tenir dificultats en adaptar-se a la Califòrnia del Sud, una situació que va exacerbar els seus episodis maníac-depressius.

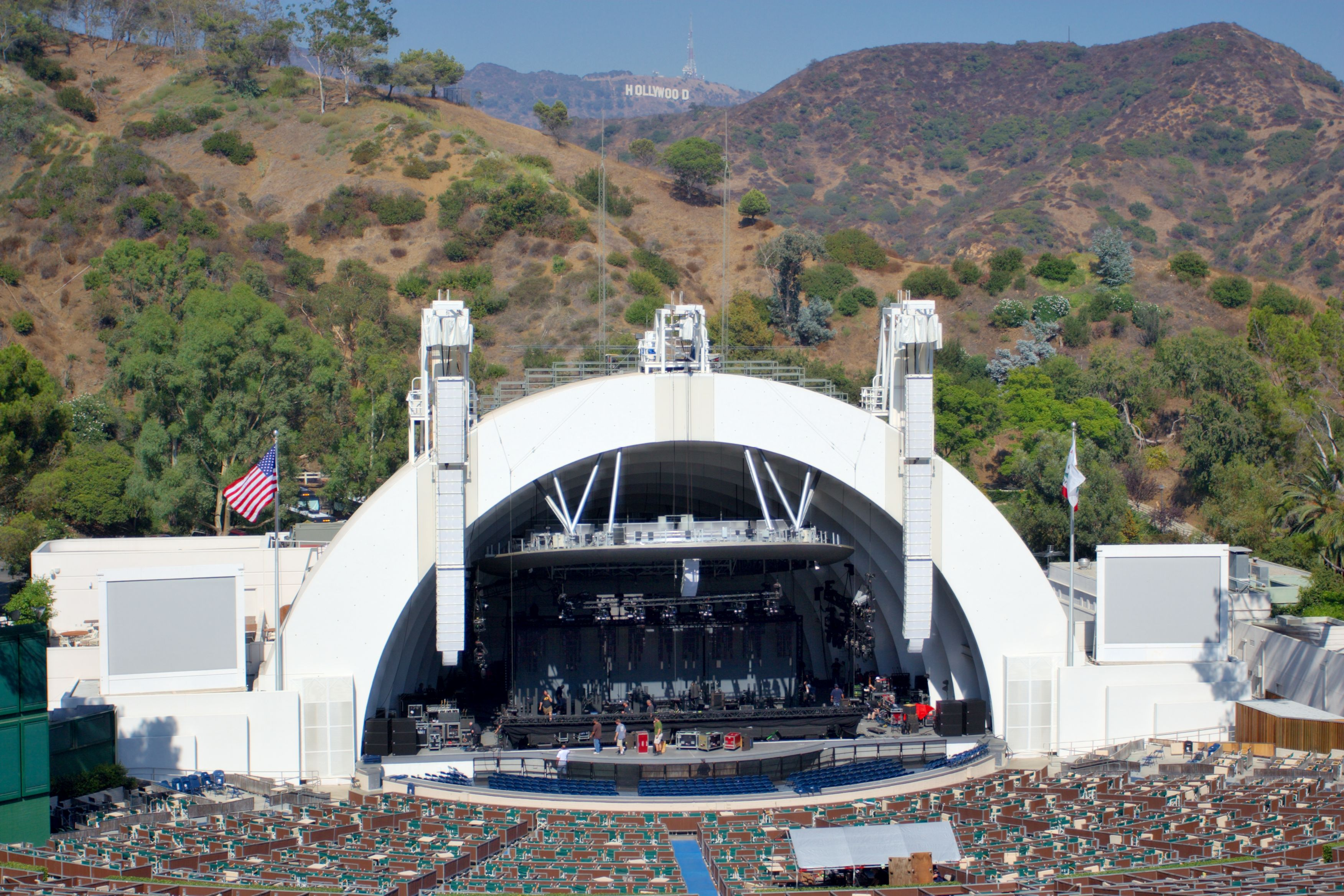
Hollywood Bowl

Les coses es van complicar encara més quan el fundador de l'orquestra, William Andrews Clark, va morir sense deixar una dotació econòmica per a l'orquestra. Es va crear aleshores l'associació Associació Simfònica del Sud de Califòrnia amb l'objectiu d'estabilitzar el finançament de l'orquestra, amb el president d'aquesta associació, Harvey Mudd, garantint personalment el salari del director Klemperer. Els concerts al Hollywood Bowl van aportar a més a més uns ingressos molt necessaris. Amb el suport de l'associació, l'orquestra va aconseguir travessar intacta els pitjors anys de la Gran depressió.
Després de completar la temporada d'estiu de 1939 al Hollywood Bowl, Klemperer va visitar Boston i li van diagnosticar incorrectament un tumor cerebral, i la cirurgia de cervell que li va ser practicada el va deixar parcialment paralitzat. Va entrar en un estat depressiu i va haver de ser ingressat a una institució sanitària. Va fugir i més tard va ser trobat, i tot plegat li va fer perdre el seu càrrec de director musical de la Filharmònica, formació que encara dirigiria ocasionalment, fins i tot en alguns concerts importants, com l'estrena l'any 1946 de l'obra per a orquestra de Stravinski Simfonia en Tres Moviments.
L'any 1942 la Filharmònica va oferir el càrrec de director musical a Sir John Barbirolli, quan va finir el contracte que tenia amb la Filharmònica de Nova York. Barbirolli però va declinar l'oferta i va preferir retornar a Anglaterra en comptes d'acceptar el càrrec de la LA Phil. L'any següent, Alfred Wallenstein va ser escollit per Mudd per a dirigir l'orquestra. L'antic violoncel·lista principal de la Filharmònica de Nova York havia sigut el membre més jove de la Filharmònica de Los Angeles quan va ser fundada el 1919. Va ser el director Arturo Toscanini qui li va suggerir tornar a la direcció d'orquestra. Després de dirigir la LA Phil al Hollywood Bowl en unes quantes ocasions va acceptar en 1943 el càrrec de director musical. Entre els punts destacats de Wallenstein es poden destacar els enregistraments de concerts amb els seus amics de Los Angeles Jascha Heifetz i Arthur Rubinstein.

### 1951–1968: La influència de Dorothy Buffum Chandler
A mitjans de la dècada de 1950, l'hereva d'uns grans magatzems i dona de l'editor del Los Angeles Times, Dorothy Buffum Chandler esdevindria la dirigent de facto de la junta directiva de l'orquestra. Va liderar els esforços per crear un centre d'arts escèniques a la ciutat, que havia de servir com a nova llar de la Filharmònica, que finalment conduirien a la creació del Centre de Música de Los Angeles. Chandler i d'altres volien per a l'orquestra un director més prominent; després de la sortida de Wallenstein, i van intentar contractar com a director principal de la LAPO al director principal de l'Orquestra Reial del Concertgebouw, Eduard van Beinum. Tant els músics de la Filharmònica, com els gestors i l'audiència s'estimaven molt Beinum, però en 1959 Beinum va patir un infart massiu, mentre era al podi dirigint un assaig de la Concertgebouw, i va morir.
El 1960 l'orquestra, sota el càrrec un altre cop de Chandler, va contractar com a director de musical Georg Solti per a un període de tres anys, després d'un seguit de concerts que ell havia dirigit com a director convidat a l'hivern, al Hollywood Bowl i en altres ubicacions de Califòrnia del Sud, incloent-hi concerts a Santa Barbara. Solti havia de començar oficialment l'any 1962, i es va traslladar a viure a la seva nova casa al Pavelló Dorothy Chandler; fins i tot l'orquestra va començar a fitxar músics. Però Solti va dimitir abruptament del càrrec el 1961, sense haver pres oficialment possessió, després d'assabentar-se que la junta directiva de la Filharmònica havia anomenat Zubin Mehta, aleshores un jove de 26 anys, com a ajudant del director, sense consultar-li. Mehta va ser aleshores anomenat per reemplaçar Solti com a director musical.

### 1969–1997: Ernest Fleischmann
El 1969, l'orquestra va contractar Ernest Fleischmann com a vicepresident executiu i gerent. Durant el seu mandat la Filharmònica va impulsar un seguit d'idees llavors revolucionàries, incloent la creació de la Societat de Música de Cambra Filharmònica de Los Angeles, i el Grup de Música Nova Filharmònica de Los Angeles amb els seus concerts "Green Umbrella", ambdós grups formats pels músics de l'orquestra, però oferint un seguit d'actuacions separades i diferents dels concerts tradicionals de la Filharmònica. Finalment van ser imitats per altres orquestres d'arreu el món. Aquest concepte es va avançar al seu temps, i va ser el resultat de la filosofia de Fleischmann, presentada públicament en el discurs de graduació de l'Institut de Música de Cleveland el 16 de maig de 1987, discurs titulat: "L'orquestra és morta. Visca la Comunitat de Músics".
Quan Zubin Mehta va deixar l'orquestra per anar a la Filharmònica de Nova York l'any 1978, Fleischmann va convèncer Carlo Maria Giulini per acceptar el càrrec de director musical. Giulini va rebre bones crítiques en el temps que va dirigir l'orquestra, però va haver dimitir del càrrec després que la seva dona es posés malalta, retornant a Itàlia.
Fleischmann va contactar després André Previn amb l'esperança de que les seves credencials i el temps que va ser als estudis cinematogràfics de Hollywood ajudessin a donar un toc local al director, i a millorar la connexió entre el director, l'orquestra i la ciutat. Si bé l'època en el càrrec de Previn va ser musicalment satisfactòria, altres directors com Kurt Sanderling, Simon Rattle, i Esa-Pekka Salonen el van millorar a taquilla. Previn xocava freqüentment amb Fleischmann, especialment quan Fleischmann va oblidar de consultar-li la decisió de nomenar Salonen com a "principal director convidat", una decisió que repetia l'anterior de la parella Solti/Mehta. A causa de les objeccions de Previn, es van retirar tant l'oferta de càrrec com la gira pel Japó amb Salonen al capdavant. No obstant això, poc després, a l'abril de 1989, Previn dimití, i quatre mesos després Salonen va ser nomenat director musical designat, prenent oficialment possessió l'octubre de 1992. Salonen va fer el seu debut als EUA dirigint l'orquestra l'any 1984.
L'època de Salonen a càrrec de l'orquestra va començar amb una residència al Festival de Salzburg de 1992, en actuacions de concert, i al fosso de l'orquestra en una producció de l'òpera Saint François d'Assise d'Olivier Messiaen. Va ser el primer cop que una orquestra estatunidenca va tenir l'oportunitat d'estrenar Messiaen. Salonen va dirigir més tard l'orquestra a moltes altres gires pels Estats Units, Europa i Àsia, i en residències al Festival de Lucerna de Suïssa, als The Proms de Londres, a Colònia per un festival d'obres del mateix Salonen, i potser el més notable, el 1996 al Théâtre du Châtelet de París a un festival de Stravinski dirigit per Salonen i Pierre Boulez; va ser durant aquesta residència a París quan els membres clau de la junta de la Filharmònica van percebre la millora acústica de l'orquestra i van tornar a vigoritzar els esforços financers dirigits a la construcció de la Sala de Concerts Walt Disney.

### 1998–2009
Quan Fleischmann va decidir retirar-se el 1998, després de 28 anys al capdavant, l'orquestra va anomenar Willem Wijnbergen com el seu Director Executiu. Wijnbergen, un pianista holandès i administrador d'arts, era el director executiu de l'Orquestra Reial del Concertgebouw d'Amsterdam. Inicialment, el seu nomenament va ser rebut com un èxit important per a l'orquestra.
Una de les seves decisions més importants va ser la de modificar la programació del Hollywood Bowl, incrementant el nombre de concerts de jazz i nomenant John Clayton com a primer responsable de l'orquestra de jazz (Jazz Chair). A més, es va crear una nova sèrie de Música del Món amb Tom Schnabel com a director de programació. Malgrat alguns èxits, Wijnbergen va deixar l'orquestra el 1999 després de només un any, que va ser un any ple de controvèrsia, i no és clar si va renunciar o va ser acomiadat pel consell d'administració de la Filharmònica.
Més tard en aquell mateix any Deborah Borda, aleshores directora executiva de la Filharmònica de Nova York, va ser contractada per fer-se càrrec de la direcció executiva de l'orquestra. Borda va començar el seu mandat el gener de 2000, i més tard se li va donar el títol de President i CEO. Després dels problemes financers experimentats durant el breu pas de Wijnbergen, Borda - "un executiu formidable que dirigeix l'orquestra com una empresa amb beneficis, no com un esser flàccid sense finalitat de lucre" […] "va portar l'organització a una sòlida posició financera". És àmpliament reconeguda (juntament amb Salonen, Frank Gehry, i Yasuhisa Toyota) per l'exitós trasllat de l'orquestra a la Sala de Concerts Walt Disney, i per donar suport i complementar la visió artística de Salonen.
El 13 de juliol de 2005, un jove director veneçolà, Gustavo Dudamel, va fer el seu debut amb la LA Phil a la seu d'estiu de l'orquestra, el Hollywood Bowl. En el seu debut als EUA, un director de 24 anys procedent de Veneçuela, amb els cabells arrissats, patilles llargues i cara de nen va aconseguir una cosa cada cop més rar i difícil al Hollywood Bowl: es va guanyar l'atenció plena, immediata i absorta d'un públic que normalment és poc atent. I la va conservar.
El 4 de gener de 2007 Dudamel va fer el seu debut amb la LA Phil a la Sala de Concerts Walt Disney. Uns quants mesos més tard, el 9 d'abril de 2007, es va fer públic que Esa-Pekka Salonen faria un pas al costat com a director musical de l'orquestra al final de la temporada 2008–2009, sent Gustavo Dudamel anomenat com el seu successor. El 2007, dos anys abans de l'inici oficial de l'entrada com a director musical de Dudamel, la LA Phil va crear la Jove Orquestra Los Angeles (Youth Orchestra Los Angeles, YOLA). Tot just abans del començament de la seva temporada inaugural amb la LA Phil, l'11 de maig de 2009, Dudamel va ser inclòs dins la llista “The Time 100: persones més influents del Món" de la revista Time Magazine.

### 2009-present
Gustavo Dudamel va començar el seu període oficial com a director musical de l'orquestra l'any 2009, amb concerts al Hollywood Bowl (un concert anomenat ¡Bienvenido Gustavo!), el 3 d'octubre de 2009, i a la Gala Inaugural a la Sala de Concerts Walt Disney, el 8 d'octubre de 2009. El 2010 i el 2011 Dudamel i el LA Phil es van presentar al Premi Morton Gould a la Programació Innovadora de l'ASCAP i el 2012 el van guanyar. El 2012 Dudamel, amb l'Orquestra Filharmònica de Los Angeles i l'Orquestra Simfònica Simón Bolívar de Veneçuela van interpretar les nou simfonies de Gustav Mahler al llarg de tres setmanes a Los Angeles, i en una setmana a Caracas, “un tribut de proporcions colossals al compositor”, i “una proesa sense precedents per al seu director”. El mateix any l'orquestra va llançar un projecte de tres anys per a presentar les òperes de Mozart/Da Ponte, cadascuna d'elles amb col·laboracions d'arquitectes famosos (per als muntatges) i dissenyadors de moda (per als vestuaris). La sèrie va començar el 2012 amb Frank Gehry i Rodarte amb l'òpera Don Giovanni, i continuat el 2013 amb Jean Nouvel i Azzedine Alaïa amb Le Nozze di Figaro. L'octubre de 2011, Dudamel va ser anomenat Artista Gramophone de l'Any. El 2012 Dudamel i la LA Phil van rebre el Premi Grammy a la Millor Actuació Orquestral, pel seu enregistrament de la Quarta Simfonia de Brahms. Dudamel va ser anomenat també com el Músic de l'Any 2013 dels EUA. La LA Phil continua sota la direcció de Dudamel amb el compromís de la innovació i del foment de la música nova.

## Locals d'actuació

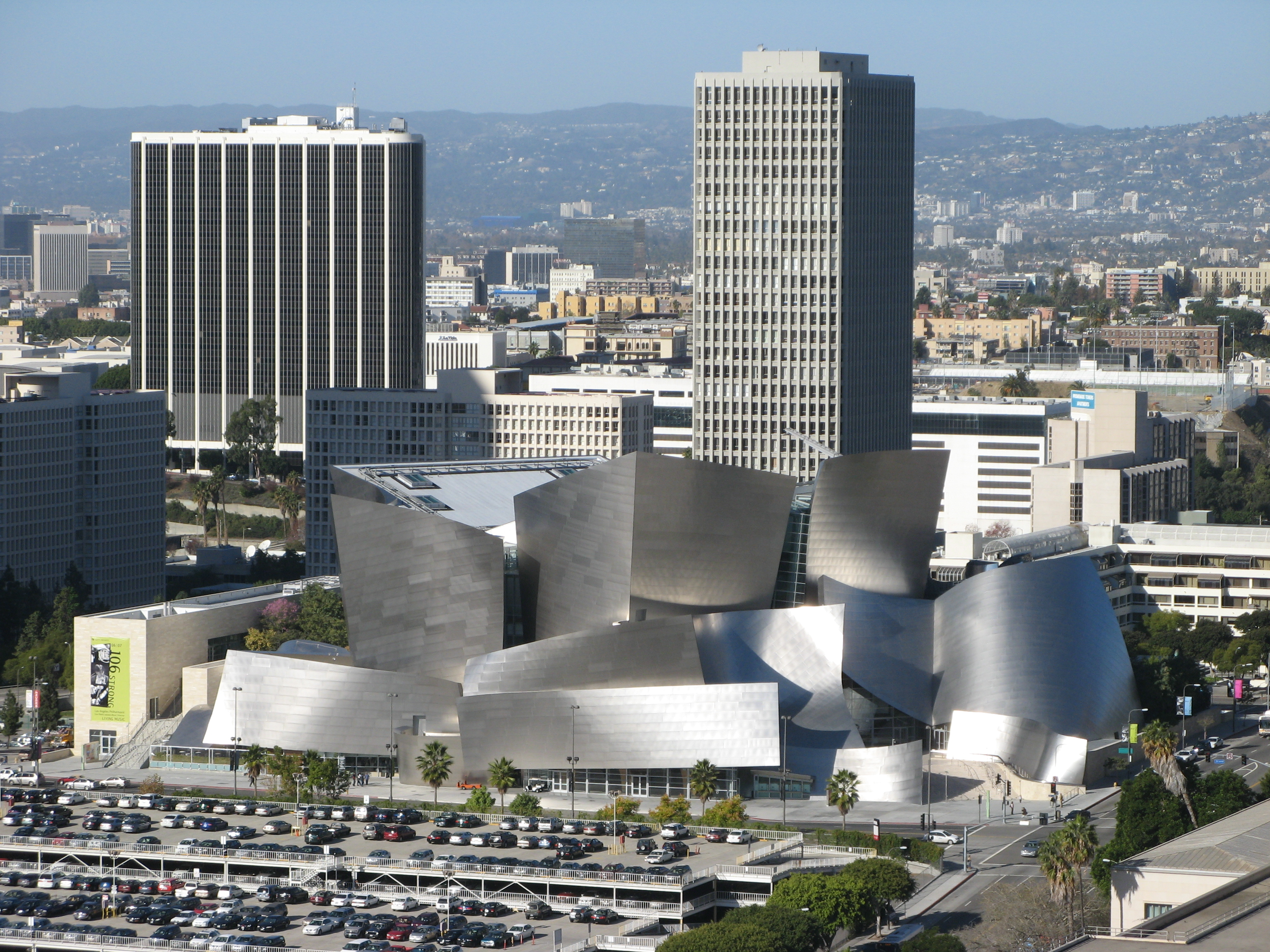
Sala de Concerts Walt Disney

L'orquestra va tocar durant la seva primera temporada a l'Auditori Trinity, a Grand Avenue cantonada amb Ninth Street. El 1920 es va traslladar a Fifth Street cantonada amb Olive Avenue, a un local que s'havia conegut anteriorment com a Auditori Clune, però que va ser rebatejat com a Auditori de la Filharmònica. De 1964 a 2003, l'orquestra va tocar els seus concerts principals de subscripció al Pavelló Dorothy Chandler del Centre de Música de Los Angeles. El 2003, un nou trasllat la va portar a la Sala de Concerts Walt Disney, situada al costat mateix i dissenyada per Frank Gehry. Actualment la temporada d'hivern va de l'octubre fins a finals de maig o primers de juny.
Des de 1922, l'orquestra ha tocat els seus concerts d'estiu al Hollywood Bowl, una temporada que va de juliol a setembre.
La LA Phil ha tocat com a mínim un concert per any a la seva ciutat germana Santa Barbara, presentat per l'Associació Musical de la Comunitat Artística (Community Arts Music Association, CAMA), juntament amb altres concerts regulars per diverses ciutats de Califòrnia del Sud, com ara Costa Mesa, dins de la sèrie de la Societat Filharmònica del Comtat d'Orange, San Diego i Palm Springs, entre molts d'altres. A més a més, l'orquestra toca un cert nombre de concerts gratuïts arreu del Comtat de Los Angeles.

## Directors

### Directors musicals
| - 1919–1927 Walter Henry Rothwell - 1927–1929 Georg Schnéevoigt - 1929–1933 Artur Rodziński - 1933–1939 Otto Klemperer - 1943–1956 Alfred Wallenstein - 1956–1959 Eduard van Beinum | - 1962–1978 Zubin Mehta - 1978–1984 Carlo Maria Giulini - 1985–1989 André Previn - 1992–2009 Esa-Pekka Salonen - 2009–present Gustavo Dudamel |

Georg Solti va acceptar el càrrec el 1960, però va dimitir el 1961 sense haver oficialment començant a exercir-ho.

### Director honorífic
- 2009–present Esa-Pekka Salonen

Abans que Salonen dirigís el seu darrer concert com a director musical de la LA Phil, el 19 d'abril de 2009, l'orquestra va anunciar el seu nomenament com a primer Director Honorífic (Director Laureate) "en reconeixement del nostre profund agraïment a ell i per a significar la nostra permanent connexió.".

### Principals directors convidats
| - 1981–1985 Michael Tilson Thomas - 1981–1994 Simon Rattle - 2005–2007 Leonard Slatkin (Hollywood Bowl) - 2008–2010 Bramwell Tovey (Hollywood Bowl) |

Rattle i Tilson Thomas van ser nomenats principals directors convidats concurrentment sota Carlo Maria Giulini, però el càrrec de Tilson Thomas va acabar molt més abans que el de Rattle. Són els únics dos directors que han tingut oficialment aquest càrrec.
Començant a l'estiu de 2005, la Filharmònica va crear el nou càrrec de Principal Director de la Filharmònica de Los Angeles al Hollywood Bowl. Leonard Slatkin va ser el primer, amb un contracte de dos anys, i el 2007 el contracte va ser prorrogat amb una extensió d'un any. El març de 2008 Bramwell Tovey va ser nomenat pel càrrec per un període de dos anys, que va començar l'estiu de 2008, sent prorrogat per un any més.

### Altres directors notables
Altres directors amb qui l'orquestra ha tingut relacions properes han sigut Sir John Barbirolli, Bruno Walter, Leopold Stokowski, Albert Coates, Fritz Reiner, i Erich Leinsdorf; més recentment Kurt Sanderling, Pierre Boulez, Leonard Bernstein, Charles Dutoit, Christoph Eschenbach, i Rafael Frühbeck de Burgos.
Molts compositors han conduït la Filharmònica en concerts i/o estrenes mundials de les seves obres, incloent Igor Stravinski, William Kraft, John Harbison, Witold Lutosławski, Aaron Copland, Pierre Boulez, Steven Stucky, John Williams, Jerry Goldsmith, John Adams, Thomas Adès, i Esa-Pekka Salonen.
Un important nombre d'assistents o directors associats de la Filharmònica han tingut carreres notables fora l'orquestra. Alguns noms són Lawrence Foster, Calvin E. Simmons, i William Kraft sota Mehta, Sidney Harth i Myung-whun Chung sota Giulini, Heiichiro Ohyama i David Alan Miller sota Previn, i Grant Gershon, Miguel Harth-Bedoya, Kristjan Järvi, i Alexander Mickelthwate sota Salonen. Lionel Bringuier va ser assistent del director principal sota Salonen abans de ser promogut a director associat, i finalment director resident sota Dudamel.

## Altres artistes residents

### Compositors
- 1981–1985: William Kraft
- 1985–1988: John Harbison
- 1987–1989: Rand Steiger
- 1988–2009: Steven Stucky
- 2009–present: John Adams

### Director artístic i creatius de Jazz
- 2002–2006: Dianne Reeves
- 2006–2010: Christian McBride
- 2010– present: Herbie Hancock

Dianne Reeves va ser nomenada primera Directora Creativa per al Jazz (Creative Chair for Jazz) el març de 2002. En comptes de centrar-se només en la programació d'estiu, el nou càrrec va implicar la planificació de la programació de jazz i els treballs de tallers educatius anuals; com a tal, va dirigir el desenvolupament de les sèries de jazz que l'orquestra va oferir quan es va traslladar a la Sala de Concerts Walt Disney. A més a més, Reeves va ser la primera intèrpret a la gala inaugural 2003 de la Sala de Concerts Walt Disney. El seu contracte era inicialment de dos anys, renovat per un període addicional de dos anys.
Christian McBride se'n va fer càrrec el 2006 per un període inicial de dos anys, període que va ser renovat posteriorment per altres dos anys addicionals a l'inici de la temporada d'estiu 2010 del Hollywood Bowl. El 2009, l'orquestra va presentar Herbie Hancock com eventual substitució de McBride.
El 1998, abans de la creació de la Direcció Creativa per al Jazz, John Clayton va rebre el títol de "Director Artístic de Jazz" al Hollywood Bowl per un període de tres anys a partir de la temporada d'estiu de 1999. La seva banda, l'Orquestra de Jazz de Clayton-Hamilton va actuar com el conjunt de jazz resident.

## Enregistraments
L'orquestra va fer ocasionalment enregistraments de 78-rpm i LPs als seus anys primerencs, amb Alfred Wallenstein i Leopold Stokowski, per Capitol Records, i va començar enregistrar regularment als 1960s, per a la London/Decca, durant l'època de Zubin Mehta com a director musical. La discografia va continuar creixent amb Carlo Maria Giulini per a la Deutsche Grammophon i amb André Previn per a Philips Records i per a Telarc Records. Michael Tilson Thomas, Leonard Bernstein, i Sir Simon Rattle també van fer diversos enregistraments amb l'orquestra als 1980s. En aquests darrers anys Esa-Pekka Salonen ha dirigit sessions d'enregistrament per a Sony i Deutsche Grammophon. Un enregistrament del Concert per a Orquestra de Béla Bartók per a la Deutsche Grammophon del 2007 va ser el primer enregistrament de Gustavo Dudamel conduint la LA Phil.

## Estrenes mundials
| Temporada | Data       | Compositor                                | Composició                                           | Director           |
| --------- | ---------- | ----------------------------------------- | ---------------------------------------------------- | ------------------ |
| 2011–12   | 2011–10–20 | Enrico Chapela                            | Concert per Guitarra Elèctrica                       | Gustavo Dudamel    |
|           | 2011–11–11 | Richard Dubugnon                          | Battlefield                                          | Semyon Bychkov     |
|           | 2011–11–25 | Anders Hillborg                           | Sirens                                               | Esa-Pekka Salonen  |
|           | 2011–12–02 | Dmitri Xostakóvitx (pòstum)               | Prologue to Orango (reconstruït pet Gerard McBurney) | Esa-Pekka Salonen  |
|           | 2012–04–10 | Oscar Bettison                            | New York                                             | John Adams         |
|           | 2012–05–08 | Joseph Pereira                            | Concert de percussió                                 | Gustavo Dudamel    |
|           | 2012–05–31 | John Adams                                | The gospel According to the Other Mary               | Gustavo Dudamel    |
| 2012–13   | 2012–09–28 | Steven Stucky                             | Simfonia                                             | Gustavo Dudamel    |
|           | 2012–10–16 | Daniel Bjarnason                          | Over Light Earth                                     | John Adams         |
|           | 2013–01–18 | Peter Eötvös                              | DoReMi                                               | Pablo Heras-Casado |
|           | 2013–02–26 | Unsuk Chin                                | Graffiti                                             | Gustavo Dudamel    |
|           | 2013–02–26 | Joseph Pereira                            | Concert per a Percussió i Orquestra de Cambra        | Gustavo Dudamel    |
|           | 2013–04–16 | Matt Marks                                | TBD                                                  | Alan Pierson       |
|           | 2013–04–18 | Ted Hearne                                | But I Voted for Shirley Chisholm                     | Joshua Weilerstein |
| 2014-15   | 2014-11-20 | Stephen Hartke                            | Simfonia No. 4                                       | Gustavo Dudamel    |
|           | 2015-05-14 | Kaija Saariaho                            | True Fire                                            | Gustavo Dudamel    |
|           | 2015-05-26 | Joseph Cerrone Sean Friar Dylan Mattingly |                                                      | John Adams         |
|           | 2015-05-28 | Bryce Dessner Philip Glass                | - cale Concert per a dos pianos                      | Gustavo Dudamel    |
|           | 2015-05-29 | Steven Mackey                             | Mnemosyne's Pool                                     | Gustavo Dudamel    |